# Hemicryllis alboguttata
Hemicryllis alboguttata är en skalbaggsart som beskrevs av Aurivillius 1922. Hemicryllis alboguttata ingår i släktet Hemicryllis och familjen långhorningar. Inga underarter finns listade i Catalogue of Life.